# Campo Sotelo
Campo Sotelo es una localidad del estado mexicano de Morelos. Es parte del municipio de Temixco.

## Demografía
| Censo | Población |
| ----- | --------- |
| 2000  | 370       |
| 2010  | 820       |
| 2020  | 1379      |